# Appendicula sepikiana
Appendicula sepikiana är en orkidéart som beskrevs av Rudolf Schlechter. Appendicula sepikiana ingår i släktet Appendicula och familjen orkidéer. Inga underarter finns listade i Catalogue of Life.